# Manosphere
De manosfeer (Engels: manosphere) is een heterogene groep websites, blogs en online fora die een bepaalde vorm van mannelijkheid (masculinisme) en sterke oppositie tegen feminisme promoten. De manosfeer omvat naast Men Going Their Own Way (MGTOW), ook de mannenrechtenbeweging, incels en pick-upartiesten.
De manosfeer gebruikt de term gynocentrisme om omstandigheden te beschrijven waarvan zij zeggen dat ze vrouwen ten nadele van mannen bevoordelen. De volgers van de beweging zijn tegen dergelijke 'bevoordelingen'.